# Gibeon

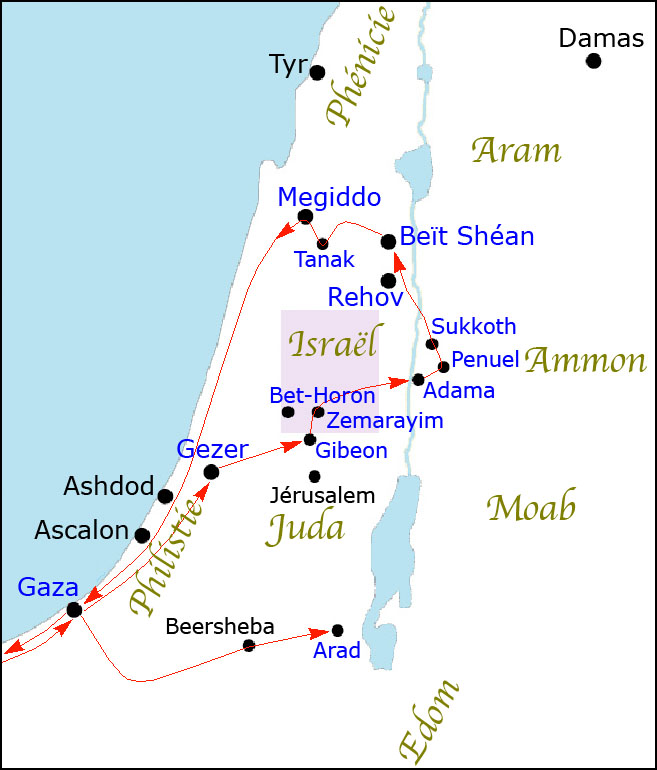
Vermutete Lage Gibeons auf der Route von Schoschenks Feldzug in Kanaan

Gibeon (hebräisch גִּבְעוֹן Givʿōn, deutsch ‚Hügel-Ort, Ort auf dem Hügel‘) war die große Stadt der Gibeoniter und wird im Alten Testament, vorwiegend in Jos 9 , erwähnt. Sie wird mit el-Dschib (arabisch الجيب, DMG al-Ǧīb) identifiziert im Judäischen Bergland. Es war bis in spätantike Zeit ein Zentrum des Weinbaus.
Auf einem Relief des Pharao Schoschenk (945–924 v. Chr.) in Karnak ist der Ort erwähnt.

## Topographie
Gibeon lag im Land der Chiwwiter (Jos 9,7 ) oder Horiter (1 Mos 36,2–20 ) im Nordwesten Jerusalems und gehörte zum Gebiet Benjamins (Jos 18,25 ). Es war eine große Stadt mit wehrfähigen Männern (Jos 10,2 ) und gehörte zum Stammland König Sauls.
Die Lage Gibeons ist schwer zu bestimmen. Im Allgemeinen vermutet man den Ort im heutigen Dorf Ed-Dschib (auch: El-Djib), ungefähr 9 km nordwestlich von Jerusalem.

## Archäologie
Der Archäologe James B. Pritchard von der Pennsylvania Universität grub den Ort in 6 Kampagnen zwischen 1956 und 1962 aus. Funde aus der mittleren und der späten Bronzezeit sind bekannt, massive Mauern der frühen Eisenzeit und ein großes Bassin konnten freigelegt werden. Es wurde mit dem Teich von Gibeon (2 Sam 2,13 ) gleichgesetzt.